# Cisneros (Antioquia)
Cisneros es un municipio de Colombia, localizado en la subregión Nordeste del departamento de Antioquia. Limita por el norte con el municipio de Yolombó, por el este con los municipios de Yolombó y Santo Domingo, y por el sur con Santo Domingo.

## Historia

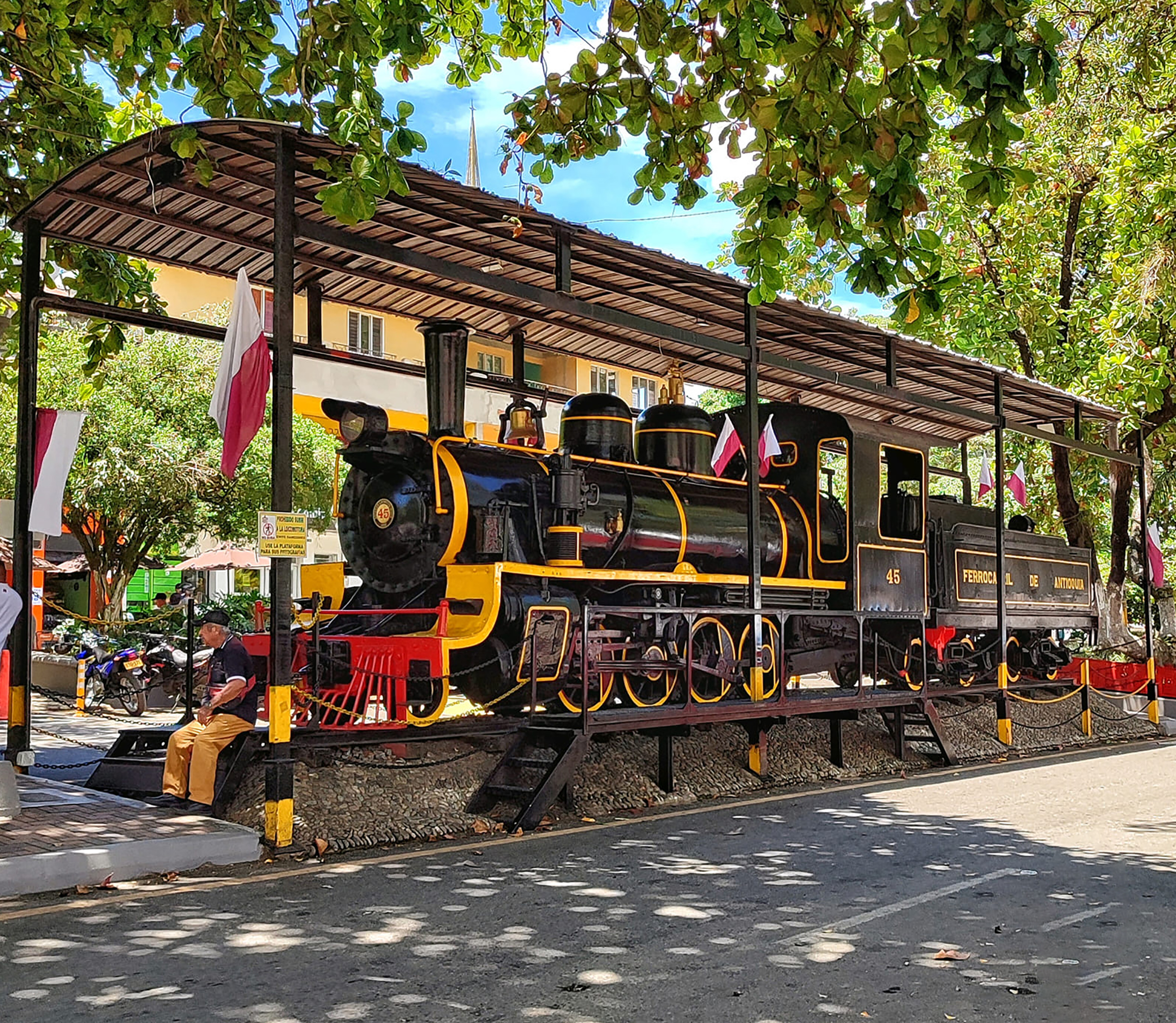
Locomotora La 45 - Cisneros

Fue fundado a la par con la inauguración del servicio de trenes del Ferrocarril de Antioquia, habitado años atrás por indígenas Tahamíes quienes practicaban la agricultura, la orfebrería y la cerámica. En 1898 se dispuso que La Quiebra llevara el nombre de «Cisneros», apellido del ingeniero cubano Javier Cisneros, responsable de la construcción del ferrocarril de Antioquia. Es en 1923 cuando el poblado adquiere la condición de municipio. A las 2:00 de la tarde de jueves 3 de febrero de 1910, con asistencia el señor Presidente de la República, General Ramón González Valencia, su Ministro de Obras Públicas,  doctor Carlos J. Delgado; el general Pedro Nel Ospina; el doctor Carlos E. Restrepo, Nicolás Esguerra, Antonio José Uribe, Enrique W. Fernández, Carlos Cock, Gerente del Ferrocarril de Antioquia, el doctor Jorge Páez G, ingeniero jefe de la empresa y altas personalidades de Medellín, inauguraron solemnemente la Estación de Cisneros del Ferrocarril de Antioquia.
Este y no otro, es el origen de la población, y esta también la fecha exacta de su fundación. Es, pues, Cisneros obra del Ferrocarril de Antioquia. Por muchos años fue la Estación Cisneros terminal de la línea del Nús del Ferrocarril que habría de unir a Medellín con el río Magdalena.
Y como esta estación terminal, con grandes bodegas para el almacenamiento de mercancías que aguardaban trasmontar la cordillera a lomo de mula, fue tomando una gran importancia de orden económico, pues los grandes industriales y comerciantes de Medellín resolvieron establecer sus factorías de distribución para abastecer el comercio de toda la región a mejores precios de los que tenían que establecer llevando la mercancía a la capital para luego volverla a las poblaciones.
Y así fue como la nueva población fue tomando gran incremento hasta atraer el núcleo de comerciantes que se establecieron allí definitivamente.
Otro de los factores que contribuyó en sumo grado al desarrollo de Cisneros fue la incapacidad en que se encontró por mucho tiempo la Empresa del Ferrocarril de Antioquia para acometer la valiosísima y admirable obra del Túnel de La Quiebra, lo que hizo que los comerciantes contribuyesen buenos locales y casas confortables para sus negocios y vivienda.
Lleva su nombre en memoria del ilustre ingeniero cubano Francisco Javier Cisneros, que consagró gran parte de su vida a convertir en realidad la portentosa obra del Ferrocarril de Antioquia. Hasta el año de 1923, fue Cisneros Corregimiento de Santo Domingo, pero el enorme desarrollo del caserío, su inusitado movimiento comercial, el empuje de sus hijos, su situación privilegiada, y el espíritu cívico de sus dirigentes se impusieron ante el Gobierno Departamental, obteniendo de la Asamblea la Ordenanza número 11, de 13 de abril de 1923 que creó el municipio con vida autónoma, segregándolo del de Santo Domingo.
Esta Ordenanza fue firmada por el doctor Jesús María Yépes como Presidente de la Asamblea y sancionada por el doctor Ricardo Jiménez Jaramillo como Gobernador. El primero de julio del mismo año se instaló el primer concejo municipal, integrado por Santiago López, Isaías Cuartas, Rafael Castaño, Delfín Quintero, Juan de Dios Ceballos y Luis Gómez. Como un relámpago se efectuó el progreso de Cisneros, relámpago que se extendió con la apertura del Túnel de la Quiebra, recibiendo la economía de la población un duro golpe; pero, gracias al férreo vigor de sus hijos, lograron soportarlo sin dejarse reducir.
Cuando aquel movimiento transitorio terminó, ya los habitantes de Cisneros estaban capacitados para continuar su vida con otra fuente de riqueza; la agricultura y las propias industrias, lo mismo que el comercio para el abastecimiento de muchos pueblos vecinos. Así tras este breve colapso, se encaminó nuevamente por rutas de definitivo progreso.
Una humilde capilla que para el culto se tenía en Cisneros, fue sustituida bien pronto, con el esfuerzo e los habitantes, en un moderno templo que es considerado como la más bella obra de la ciudad. En un hermoso parque se levanta en bronce el busto del doctor Tulio Vásquez, que como nadie luchó en Cisneros por el progreso material, a la vez que con consagración velaba por la salud de todos sus habitantes.

## División político-administrativa
Además de su Cabecera municipal. Cisneros tiene bajo su jurisdicción los siguientes veredas:
Bella Fátima, Bellavista, Campo Alegre, Cruces, El Brasil, El Cadillo, El Dos, El Limón, El Silencio, Palmira, Sabanalarga, San Victorino, Santa Ana, Santa Elena.

## Generalidades
- Fundación, 3 de febrero de 1910

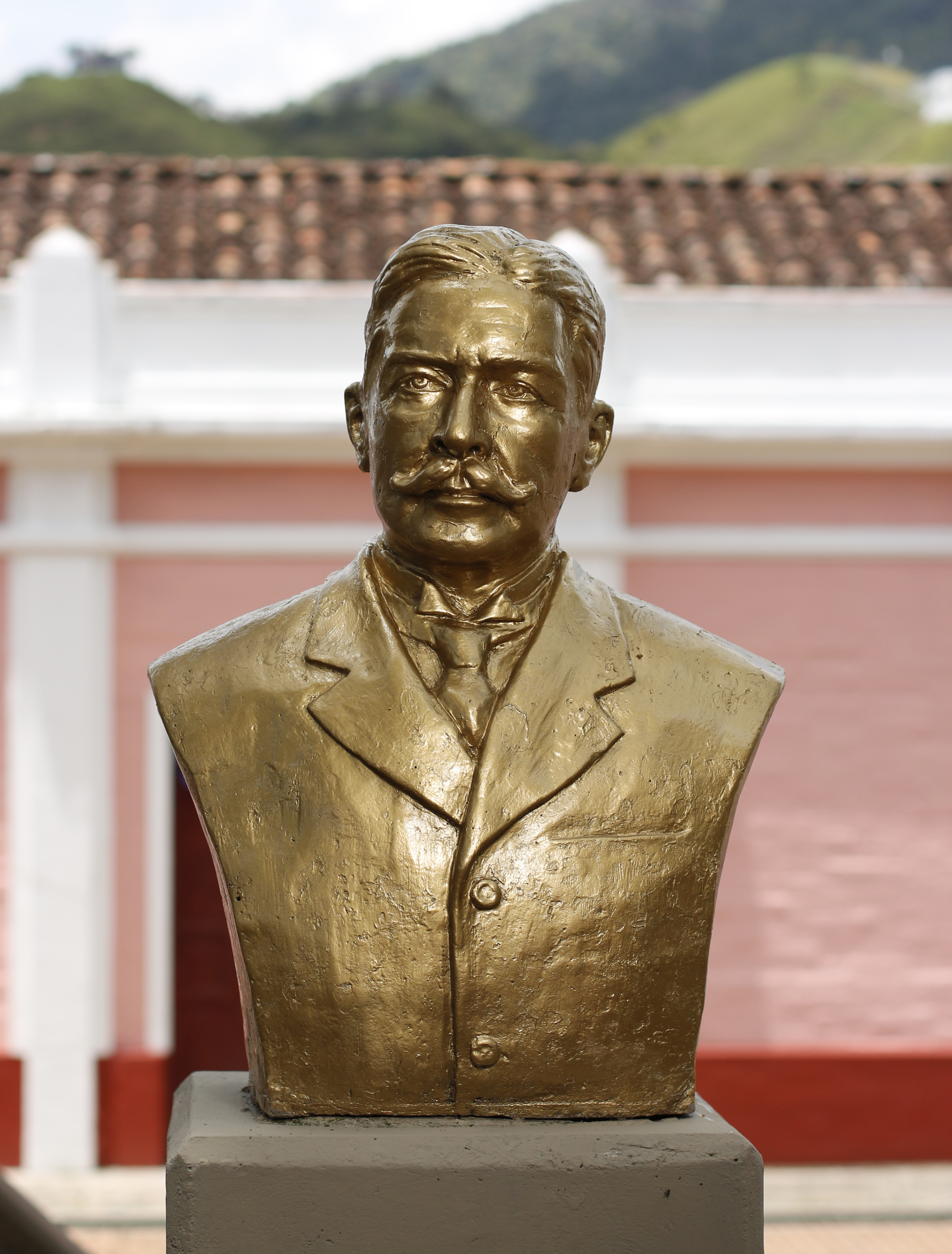
Ing. Francisco Javier Cisneros

- Erección en municipio, 3 de abril de 1923
- Fundadores: Ingeniero Francisco Javier Cisneros y José María Duque
- Apelativos: «Puerta de Oro del Nordeste», «La reina del Nus»  y «Un paraíso en el corazón de Antioquia».

Está comunicado por carretera con los municipios de Yolombó y Santo Domingo.
Su nombre es en honor al ingeniero cubano Francisco Javier Cisneros, quien firmó el contrato para la construcción del Ferrocarril de Antioquia. Anteriormente, el municipio también se llamó El Zarzal, Cañabrava y La Quiebra.

## Demografía
Población Total: 11600 hab. (2022)
- Población Urbana: 11000
- Población Rural: 1600

Alfabetismo: 89.7% (2005)
- Zona urbana: 90.3%
- Zona rural: 87.2%

### Etnografía
Según las cifras presentadas por el DANE del censo 2005, la composición etnográfica del municipio es: 
- Mestizos & Blancos (98,8%)
- Afrocolombianos (1,2%)

## Economía
- Turismo.
- Agricultura: Caña de azúcar, Café

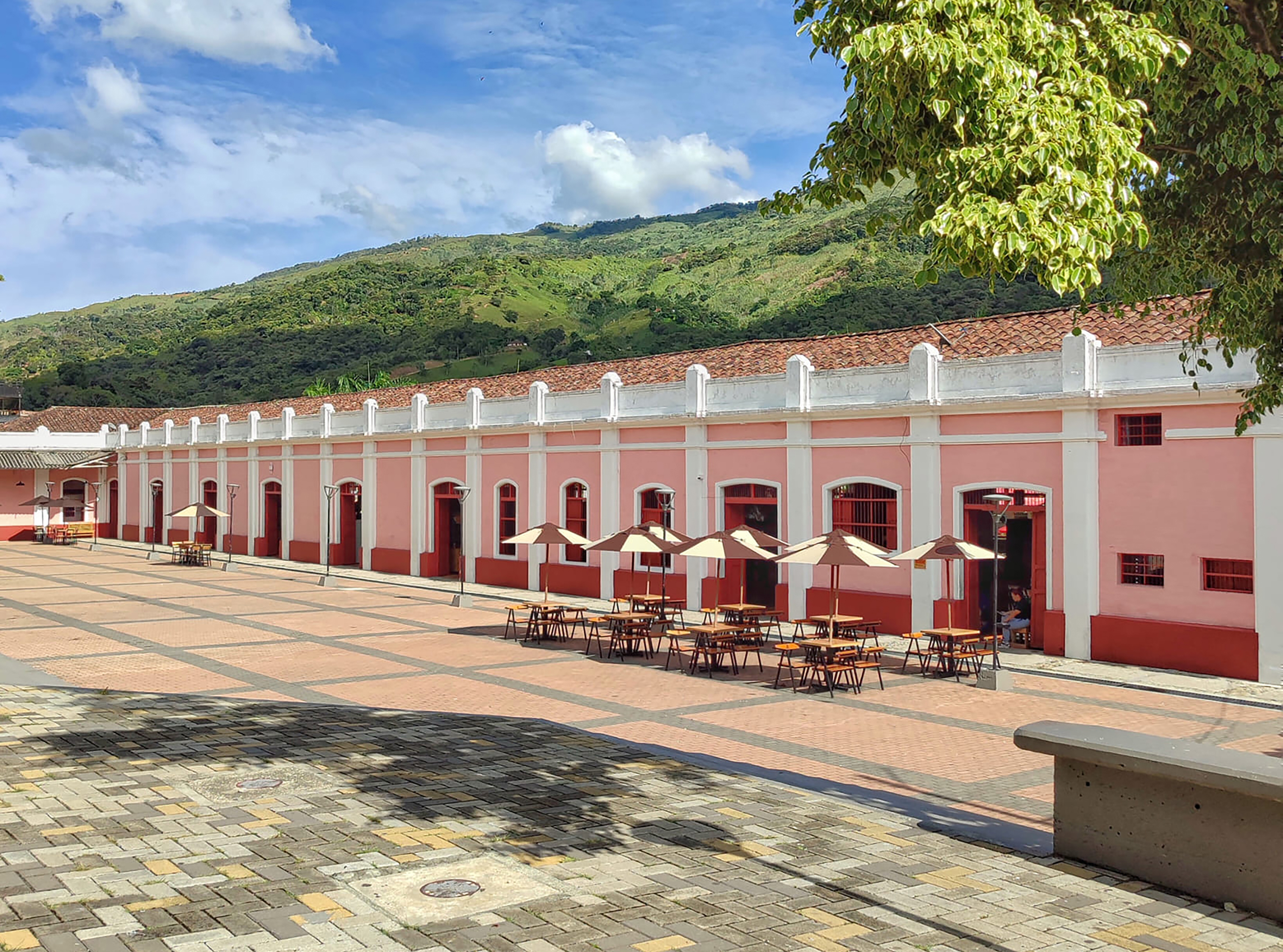
Estación del Ferrocarril Cisneros - Monumento Nacional.

- Ganadería: Vacuna, de Leche y Carne
- Minería: Oro y Plata
- Comercio

## Fiestas
- Semana Santa
- Fiesta del altar de San Isidro, en junio
- Fiestas en honor a la patrona del municipio, la Virgen del Carmen, en julio
- Fiestas del Riel y de la Antioqueñidad en agosto. Esta es la fiesta emblemática del municipio

## Gastronomía
Platos típicos de la cocina antioqueña como fríjoles con garra, mondongo o un delicioso sancocho antioqueño de las tres carnes, (cerdo, res y pollo). Además, no podemos olvidar que el subido es un manjar delicioso muy consumido por los cisnereños.
También platos tradicionales paisas y asados.

## Sitios de interés y patrimonio natural
- Parque Principal Francisco Javier Cisneros
- Iglesia Nuestra Señora del Carmen
- Estación del Ferrocarril, Monumento Nacional
- Locomotora La 45,  monumento al Ferrocarril de Antioquia y primera locomotora en cruzar el Túnel de la Quiebra. Situada en la avenida principal del municipio
- Quebrada Santa Gertrudiz, con sitios aptos para el disfrute de paseos de olla, acampada y charcos naturales
- Alto de Versalles, mirador con una esplendorosa vista del municipio y monumento religioso a María Auxiliadora
- Trapiches paneleros La Evalía, El Zarzal y El Gurre
- Segunda estación del ferrocarril ubicada en la vereda El Limón
- Edificio de la Botica Universal, Edificio Bolívar y La Manzana Roja